# Solwoliza
Solwoliza – reakcja chemiczna, w wyniku której dany związek chemiczny znajdujący się w roztworze reaguje z rozpuszczalnikiem (np. typu ROH), jonem lioniowym (odpowiednio ROH+2) lub jonem liatowym (odpowiednio RO−
). Zazwyczaj termin ten odnosi się do reakcji, w których cząsteczka rozpuszczalnika działa jako czynnik nukleofilowy.
Reakcje solwolizy mają często nadawane szczegółowe nazwy pochodzące od reagującego rozpuszczalnika, np. woda – hydroliza, alkohol – alkoholiza, kwas octowy – acetoliza.
Solwolizą określa się także reakcje w mieszaninie rozpuszczalników, pod warunkiem, że czynnik nukleofilowy występuje w środowisku reakcji w bardzo dużym nadmiarze w stosunku do głównego substratu, np. solwolizą nazywa się hydrolizę w układzie aceton – woda 4:1.
Przykładem tego rodzaju reakcji jest np. hydroliza estru, która jest odwrotnością reakcji estryfikacji:

Reakcja w prawą stronę: hydroliza estru
Reakcja w lewą stronę: estryfikacja

## Kinetyka
W trakcie solwolizy stężenie rozpuszczalnika pozostaje praktycznie niezmienne. Pozwala to uprościć równanie kinetyczne opisujące rząd reakcji. Np. reakcja transestryfikacji jest reakcją drugiego rzędu:
RCOOR1 + R2OH ⇌ RCOOR2 + R1OH
szybkość = k2[RCOOR1][R2OH]
W przypadku prowadzenia reakcji w roztworze alkoholu R2OH:
[R2OH] = const
i reakcja staje się tzw. reakcją pseudopierwszego rzędu:
szybkość = k'1[RCOOR1]